# Lisídice
En la mitología griega, Lisídice (Λυσιδίκη) es el nombre de varias mujeres diferentes.
- Lisídice, una de las hijas de Pélope e Hipodamía. Se casó con Méstor y se convirtió en la madre de Hipótoe. A veces se le nombra como la madre de Alcmena, junto a Electrión.
- Lisídice, una hija de Tafio y Megamede, madre de un hijo llamado Teles junto a Heracles.
- Lisídice, hija de Corono, madre de Filaeo junto a Áyax el Grande.
- Lisídice, una de las hijas de Eolo citada por Tzetzes.
- Lisídice, una de las aspirantes a víctimas del sacrificio de Minotauro.